# Pueyo
Pueyo è un comune spagnolo di 316 abitanti situato nella comunità autonoma della Navarra.